# Jan Scherrer
Jan Scherrer (ur. 11 lipca 1994 w Davos) – szwajcarski snowboardzista. W marcu 2021 roku podczas mistrzostw świata w Aspen zdobył brązowy medal w halfpipie. Startował na IO w 2014 oraz 2018 roku. Najlepsze wyniki w Pucharze Świata w snowboardzie osiągnął w sezonie 2018/2019, kiedy to zajął 6. miejsce w klasyfikacji generalnej, a w klasyfikacji halfpipe’a był 3. W styczniu 2020 roku zdobył brązowy medal w konkurencji SuperPipe podczas Winter X Games 24.

## Osiągnięcia

### Igrzyska olimpijskie
| Miejsce | Dzień     | Rok  | Miejscowość | Konkurencja | Zwycięzca           |
| ------- | --------- | ---- | ----------- | ----------- | ------------------- |
| 19.     | 8 lutego  | 2014 | Soczi       | Slopestyle  | Sage Kotsenburg     |
| 18.     | 11 lutego | 2014 | Soczi       | Halfpipe    | Iouri Podladtchikov |
| 9.      | 14 lutego | 2018 | Pjongczang  | Halfpipe    | Shaun White         |
| 3.      | 11 lutego | 2022 | Pekin       | Halfpipe    | Ayumu Hirano        |

### Mistrzostwa Świata
| Miejsce | Dzień       | Rok  | Miejscowość   | Konkurencja | Zwycięzca        |
| ------- | ----------- | ---- | ------------- | ----------- | ---------------- |
| 35.     | 20 stycznia | 2011 | La Molina     | Halfpipe    | Nathan Johnstone |
| 10.     | 17 stycznia | 2015 | Kreischberg   | Halfpipe    | Scotty James     |
| 10.     | 11 marca    | 2017 | Sierra Nevada | Halfpipe    | Scotty James     |
| 9.      | 8 lutego    | 2019 | Park City     | Halfpipe    | Scotty James     |
| 3.      | 13 marca    | 2021 | Aspen         | Halfpipe    | Yūto Totsuka     |

### Puchar Świata

#### Miejsca w klasyfikacji generalnej
- sezon 2009/2010: 135.
- sezon 2010/2011: 34.
- sezon 2011/2012: 65.
- sezon 2012/2013: 55.
- sezon 2013/2014: 10.
- sezon 2014/2015: 32.
- sezon 2015/2016: 62.
- sezon 2016/2017: 49.
- sezon 2017/2018: 42.
- sezon 2018/2019: 6.
- sezon 2019/2020: 11.
- sezon 2020/2021: 22.
- sezon 2021/2022:

#### Miejsca na podium
1. Arosa – 26 marca 2011 (halfpipe) – 2. miejsce
2. Stoneham – 18 stycznia 2014 (halfpipe) – 2. miejsce
3. Secret Garden – 21 grudnia 2018 (halfpipe) – 1. miejsce
4. Copper Mountain – 11 grudnia 2021 (halfpipe) – 2. miejsce